# Max Keeble's Big Move
Max Keeble's Big Move (La Revancha De Max en Hispanoamérica y El Gran Movimiento De Max en España) es una película de comedia estadounidense de 2001 dirigida por Tim Hill, escrita por David L. Watts, James Greer, Jonathan Bernstein y Mark Blackwell y protagonizada por Alex D. Linz, Josh Peck, Zena Grey, Nora Dunn y Robert Carradine, teniendo a Larry Miller, Jamie Kennedy, Noel Fisher y Orlando Brown en los roles antagónicos.
La película fue lanzada en los Estados Unidos el 5 de octubre de 2001 por Walt Disney Pictures. Recibió críticas mixtas de los críticos y recaudó $18 millones contra su presupuesto de $25 millones.

## Argumento
Max Keeble es un repartidor de periódicos que comienza su primer día de escuela secundaria. Max es antagonizado por el corrupto director de la escuela, Elliot T. Jindrake, los matones de la escuela residente Troy McGinty y Dobbs, y el Malvado Heladero. Max también se entera de que un refugio de animales que visita al lado de la escuela está siendo cerrado para construir el opulento estadio de fútbol de Jindrake.
Cuando el padre de Max, Donald, revela que se mudará a Chicago por su jefe, porque no puede defenderse por sí mismo, Max se da cuenta de que puede hacer lo que quiera con sus torturadores, sin enfrentar consecuencias porque ya se habrá ido para entonces. Al reclutar a sus amigos igualmente marginados socialmente, Robe y Megan, Max organiza una variedad de bromas, que incluyen traumatizar a Troy tocando el tema principal del programa de televisión para niños MacGoogle la Rana Montañesa (que lo asustaba cuando era niño), y luego atrapándolo en el gimnasio con un disfrazado de MacGoogle; instigar una pelea entre Dobbs y el malvado Heladero al robar la bobina de refrigerante del camión de helados y el dispositivo de mano de Dobbs; y arruinando las posibilidades de Jindrake de convertirse en sucesor del actual superintendente, Bobby "Piernas Locas" Knebworth (un alumno que era un jugador estrella de fútbol de la escuela) al plantar feromonas animales en su aerosol para el aliento, instigando una pelea de comida en la cafetería en vista de Superintendente Knebworth, y luego saboteando sus anuncios de televisión colocando un recorte de cartón de Max burlándose de él.
Después de completar sus misiones, Max termina abandonando la fiesta de despedida de Robe y Megan al aceptar una invitación a una fiesta de batidos organizada por su enamorado Jenna, lo que provoca una pelea. Tomando en serio el consejo anterior de Max, Don anuncia que renunció a su trabajo y comenzó su propio negocio, lo que significa que Max no se mudará después de todo. Max se asusta con esta noticia y se entera de que otros estudiantes de su escuela están sufriendo por sus acciones.
Max se enfrenta a Jindrake, Troy y Dobbs por última vez, y con la ayuda de otros estudiantes en su escuela, Max finalmente derrota a Troy y Dobbs para siempre arrojándolos al contenedor de basura con la ayuda de sus compañeros de escuela y evita que Jindrake demuele el refugio de animales. Jindrake es despedido y enfrenta cargos criminales por manipular el presupuesto de la escuela para construir su estadio debido a que Max engañó a Jindrake para que admitiera públicamente sus crímenes anteriormente.
La película termina cuando Max viaja en su bicicleta repartiendo periódicos por su vecindario, y el Malvado Heladero comienza a perseguirlo una vez más.

## Reparto
- Alex D. Linz como Max Keeble.
- Larry Miller como el director Elliot T. Jindrake, el director corrupto.
- Jamie Kennedy como el Malvado Heladero, un vendedor de helados sin nombre que planea vengarse de Max desde que encontró un error en el cono de nieve y su madre llamó al departamento de salud.
- Nora Dunn como Lily Keeble, la mamá de Max.
- Robert Carradine como Donald Keeble, el padre de Max.
- Josh Peck como Robe, el amigo de Max que usa bata.
- Zena Grey como Megan, la amiga de Max.
- Noel Fisher como Troy McGinty, uno de los matones de Max.
- Orlando Brown como Dobbs, uno de los matones de Max que también se pelea con el malvado Heladero cada vez que Dobbs roba a sus clientes.
- Brooke Anne Smith como Jenna, el interés amoroso de Max.
- Myra como Chelsea.
- Justin Berfield como escritor de subtítulos.
- Clifton Davis como Bobby "Piernas Locas" Knebworth, exalumno de fútbol y superintendente del distrito escolar en el que se encuentra la escuela de Max.
- Amy Hill como la Señora Phyllis Rangoon, secretaria de la directora Jindrake.
- Amber Valletta como la Señora Nicole Dingman.
- Dennis Haskins como el Señor Kohls.
- Chely Wright como la Señora Styles, la maestra de salón.

Cameos
- Tony Hawk como él mismo.
- Romeo Miller como él mismo.
- Hopsin como el chico de la pizzería.
- Adam Lamberg como chico de fondo.
- Kyle Sullivan como niño de fondo.

## Recepción

### Taquilla
Max Keeble's Big Move recaudó $17.3 millones en los Estados Unidos y Canadá y $1.3 millones en otros territorios para un total mundial de $18.6 millones, contra un presupuesto de producción de $25 millones.
La película recaudó $5.4 millones en su primer fin de semana, terminando séptimo en la taquilla.

### Crítica
En el sitio web del agregador de reseñas Rotten Tomatoes, la película tiene una calificación de aprobación del 29% basada en 56 reseñas y una calificación promedio de 4.31/10. El consenso crítico del sitio dice: "Max Keeble puede ser divertido para los niños, pero insulso y poco original para los adultos". En Metacritic, que asigna una calificación normalizada, la película tiene una puntuación de 40 sobre 100, según 19 críticos, indicando "opiniones mixtas o medias". Las audiencias encuestadas por CinemaScore le dieron a la película una calificación promedio de "B" en una escala de A+ a F.